# Alfabeto cirilico moldavo
Três quartos da população da pequena Moldávia é moldávia. Há minorias da Ucrânia, Rússia e Gagaúzia.
Durante a ocupação soviética na Moldávia, o moldávio desde 1930 foi escrito em alfabeto cirílico.
Atualmente é escrito em cirílico apenas em Transnístria, região de fronteira com a Ucrânia, oblast de Odessa.

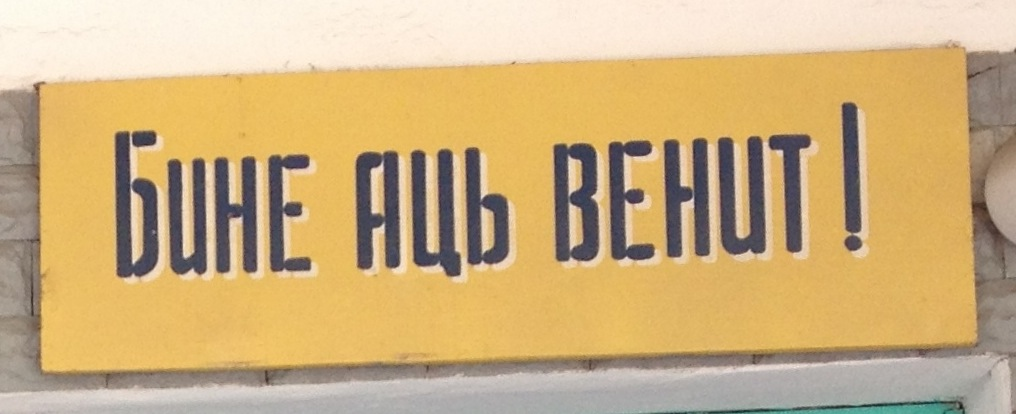
"Bem vindo" (Bine ați venit!)escrito em alfabeto cirílico moldávio Tiraspol, Transnistria, 2012.

## Amostra de texto
| Limba noastră-i o comoară În adâncuri înfundată Un șirag de piatră rară Pe moșie revărsată. Limba noastră-i foc, ce arde Într-un neam, ce fără veste S-a trezit din somn de moarte, Ca viteazul din poveste. Limba noastră-i frunză verde, Zbuciumul din codrii veșnici, Nistrul lin, ce-n valuri pierde Ai luceferilor sfeșnici. Limba noastra-i limbă sfântă, Limba vechilor cazanii, Care o plâng și care o cântă Pe la vatra lor țăranii. Răsări-va o comoară În adâncuri înfundată, Un șirag de piatră rară Pe moșie revărsată. |  | Лимба ноастрэ-й о комоарэ Ын адынкурь ынфундатэ Ун шираг де пятрэ рарэ Пе мошие ревэрсатэ. Лимба ноастрэ-й фок, че арде Ынтр-ун ням, че фэрэ весте С-а трезит дин сомн де моарте, Ка витязул дин повесте. Лимба ноастрэ-й фрунзэ верде, Збучумул дин кодрий вешничь, Ниструл лин, че-н валурь пиерде Ай лучеферилор сфешничь. Лимба ноастрэ-й лимбэ сфынтэ, Лимба векилор казаний, Каре о плынг ши каре о кынтэ Пе ла ватра лор цэраний. Рэсэри-ва о комоарэ Ын адынкурь ынфундатэ, Ун шираг де пятрэ рарэ Пе мошие ревэрсатэ. |